# Dasychira triselena
Dasychira triselena är en fjärilsart som beskrevs av Collenette 1931. Dasychira triselena ingår i släktet Dasychira och familjen tofsspinnare. Inga underarter finns listade i Catalogue of Life.